# Eudonia clavula
Eudonia clavula là một loài bướm đêm trong họ Crambidae.